# Поденцана
Поденцана (итал. Podenzana) — коммуна в Италии, располагается в регионе Тоскана, в провинции Масса-Каррара.
Население составляет 2125 человек (2008 г.), плотность населения составляет 125 чел./км². Занимает площадь 17 км². Почтовый индекс — 54010. Телефонный код — 0187.
Покровителем коммуны почитается святой апостол Иаков Старший, празднование 25 июля.

## Демография
Динамика населения:

## Администрация коммуны
- Официальный сайт: http://www.comune.podenzana.ms.it/